# Ptilomyia orsovana
Ptilomyia orsovana är en tvåvingeart som först beskrevs av Günther Enderlein 1922.  Ptilomyia orsovana ingår i släktet Ptilomyia och familjen vattenflugor. Inga underarter finns listade i Catalogue of Life.